# BMW C 600 Sport
Der BMW C 600 Sport, ab 2015 BMW C 650 Sport ist ein Motorroller des deutschen Motorradherstellers BMW.

## Geschichte
Der C 600 Sport wurde erstmals zusammen mit seinem reiseorientierten Pendant BMW C 650 GT am 10. November 2011 anlässlich der Mailänder Motorradmesse EICMA 2011 der Öffentlichkeit vorgestellt.
Die geplante Auslieferung im Frühjahr 2012 verzögerte sich aufgrund technischer Probleme.

„Bei extremen Fahrmanövern ist es zu einer Kettenlängung gekommen, die außerhalb der Spezifikation lag. Wir haben den Antriebsstrang bei den Toleranzen eingeengt und das Motor-Setup entsprechend verändert.“

Ab dem 14. Juli 2012 wurden die ersten Fahrzeuge in Italien, Spanien und Frankreich ausgeliefert, ab dem 21. Juli 2012 auch in Deutschland. Alle weiteren europäischen Märkte folgten am 28. Juli 2012, die Überseemärkte wurden ab Herbst 2012 beliefert.
2015 wurde der Name in BMW C 650 Sport geändert und so dem Schwestermodell C 650 GT angepasst. Zeitgleich wurde das CVT-Getriebe völlig überarbeitet, was eine deutlich bessere Beschleunigung ermöglichte.
Aufgrund der Abgasnorm Euro 5 sowie BMWs Ausrichtung auf Elektroantrieb für alle zukünftigen Roller lief die Produktion des C 650 Sport 2020 ohne Nachfolger aus.

## Technik

### Antrieb
Der Motor ist ein flüssigkeitsgekühlter Zweizylinder-Viertakt-DOHC-Reihenmotor mit einem Hubzapfenversatz von 90° und einem Hubraum von 647 cm³. Er leistet in der aktuellen EURO4-Version 44 kW (60 PS) bei 7750/min und produziert ein maximales Drehmoment von 63 Nm bei 6000/min. Das CVT-Getriebe treibt über eine gekapselte Rollenkette das Hinterrad an.

### Fahrwerk
Das Vorderrad wird von einer Ø 40 mm Upside-Down-Gabel geführt, das Hinterrad von einer Einarmschwinge aus Leichtmetallguss. Beide Räder haben einen Durchmesser von 15 Zoll.
Die Bremsen sind serienmäßig mit einem ABS ausgerüstet.